# Липовенко Петро Миколайович
Петро Миколайович Липовенко (1922—1942) — Герой Радянського Союзу (1942, посмертно).

## Життєпис
Народився в 1913 році в поселені Паризька Комуна (нині м. Перевальськ у Луганській області України) у селянській родині. Українець. Жив у Луганську. По закінченню початкової школи працював на заводі.
З 1941 року проходить службу в Військово-морському флоті СРСР. З того ж року на фронтах німецько-радянської війни. Відзначився під час другої оборони Севастополя.
Трубочний 365-ї зенітної батареї 110-го зенітного артилерійського полку ППО (Чорноморський флот ВМФ СРСР) комсомолець матрос Липовенко в червні 1942 в боях на ближніх підступах до міста, коли були виведені зі строю всі номера гарматного розрахунку, встав до гармати і відкрив по ворожій піхоті вогонь. Був поранений, проте не залишив поля бою, знищивши до взводу гітлерівців. Керував операцію у відбитті радянського ДЗОТу: закидавши його гранатами, першим увірвався до нього і багнетом заколов кількох противників. Після поранення, яке отримав під час боїв на 365-й батареї, повернувся до своєї частини і брав участь в обороні північного укріплення, де вправно відбивав атаки автоматників що йшли з боку Бартеньовки. Коли ворожий взвод прорвався у рів Північного укріплення, матрос Липовенко повів радянських бійців в атаку, прикладом і багнетом вбивши більше десяти автоматників, решта почала відступ.
Загинув 3 липня 1942 року.

## Звання і нагороди
24 липня 1942 року Петру Миколайовичу Липовенку посмертно присвоєно звання Героя Радянського Союзу.
Також нагороджений:
- орденом Леніна
- медаллю «За бойові заслуги»

## Вшанування пам'яті
Ім'я Петра Липовенка викарбувано на одній з плит в Меморіалі на честь героїв другої оборони Севастополя, де зазначені Герої Радянського Союзу, що брали участь в обороні міста.
У тимчасово захопленому Алчевську Луганської області російські загарбники розмістили банер «Алчевці — герої радянського ордена Слави» з іменами уродженців міста Миколи Бабаніна та Петра Липовенка. Однак на світлинах розмістили зображення світових знаменитостей Ештона Кутчера та Джонні Деппа. Користувачі соціальних мереж бурхливо зреагували на ще один фейк окупантів, які фото акторів із Голлівуду видали за світлини захисників міста. Вони відредагували знімки, додали радянську військову форму та підписали іменами реальних радянських героїв.